# スコットランド王国

スコットランド王国
Kingdom of Scotland (英語)

国の標語: In my defens God me defend
和訳例：神の守りが我が守り
スコットランド王国の位置（1190年）

スコットランド王国（スコットランドおうこく、ゲール語：スコットランド・ゲール語: Rìoghachd na h-Alba, スコットランド語: Kinrick o Scotland）は、グレートブリテン島の北部、現在のイギリスのスコットランドに存在した王国である。843年にケネス1世により成立したとされ、1707年のイングランド王国との合同で消滅した。
ステュアート朝のスコットランド王ジェームズ6世が1603年にイングランド王位を兼ねて以来（イングランド王ジェームズ1世）、南部のイングランドとは同君連合の関係にあったが、アン女王時代の1707年の合同法によりイングランド王国と合同して、グレートブリテン王国となった。

## 歴史

### アルピン朝
ダルリアダ王国の王ケネス・マカルピンは東のアルバ（アラパ）王国を征服したと伝承されるが、これは定かでなく、婚姻によって統合されたとする説、アルバ（アラパ）王国がダルリアダ王国を征服して統一されたとする説などがあり、統一された見解は未だみられない。しかし、ダルリアダ王国とアルバ王国が統合されたということは確かであるため、この統合の頃がスコットランド王国の成立といえる。軍を起こしてケネス3世を殺害し、王位を奪ったマルカム2世のとき、1018年にアングル人のロージアン王国軍を破り、これを併合した。同じ年、ブリトン人のストラスクライド王国の王位を孫のダンカン（後のダンカン1世）に継承させ、スコットランド独特のタニストリーと呼ばれる王位継承システムを長子相続のシステムに変えた。しかし、実際に効果を発揮するのは、ダンカン1世の長男マルカム3世以降になる。1040年にダンカンは祖父マルカム2世の死去によりダンカン1世となったときには、ストラスクライドと併せて、現在のスコットランドとほぼ同じ領域を手中にした。

### マリ朝
ウィリアム・シェイクスピアの同名の戯曲でも知られるマクベスは、イングランド王国北部にあるダラムへの侵攻が失敗して重臣たちの信望を失った従兄のダンカン1世を殺害し、王位を奪った。マクベスは、反対勢力や王位継承の可能性のある者たちを次々と抹殺していった。1043年にアルピン王家の血を引くバンクォウを殺害、1045年にはダンカン1世の父でアサル領主のクリナンと戦って彼を殺害した。マクベスは統治能力に優れた人物と言われ、17年と当時としては長期間在位した。また、1050年にはローマ巡礼の旅を行っている。

### アサル朝
殺されたダンカン1世の子で青年期までサクソン風に育てられ、サクソン好みのアサル家のマルカム・カンモーは、1054年にマクベスをスクーンの戦いで破り、1057年のランファナンの戦いで戦死させた。そして王位がケネス3世の曾孫ルーラッハ（マクベスの継子）に移ると、マルカムはその4ヶ月後ストラスボギーでルーラッハを討ち取り、マルカム3世として即位した。これ以降、1290年までアサル王家が支配することとなる。
マルカム3世は、サクソン王の血を引く王妃マーガレットとともにフューダリズム（西欧封建主義）を推し進めた。また、宮廷の習慣をサクソン方式に改め、教会の行事や典礼を伝統的なケルト式からローマ式に改革した（マーガレットは、その功績から後に列聖された）。イングランドへはたびたび侵攻したが、1071年にウィリアム1世に攻め込まれて、イングランドへの臣従を誓い、長男ダンカン（後のダンカン2世）を人質に取られた。マルカム3世はその後もイングランドへの侵攻を繰り返したが、1093年、5度目のイングランド侵攻において戦死した。
マルカム3世の弟であるドナルド・ベインはイングランド嫌いで知られ、中・南部を中心としたマルカム3世の政治に不満を持っていた北・西部の豪族たちに支持されて、マルカム3世の長男ダンカンを差し置いてドナルド3世として王位についた。ドナルド3世は王位につくや、宮廷の様式・習慣をケルト式に戻した。翌1094年、イングランドに人質となっていたダンカンはイングランド王ウィリアム2世の援助を受け、王位奪還に立ち上がった。ドナルド3世は敗れてわずか7ヶ月で王位を奪われ、ダンカンはダンカン2世として即位した。しかし、マルカム3世以来のイングランド臣従に対する重臣たちの反発は大きかった。半年後、ドナルド・ベインは支持者やダンカン2世の異母弟エドマンドたちと謀ってダンカン2世を殺害し、王位に復帰してエドマンドと共同統治を行った。それに対して、ダンカン2世の異母弟エドガーは1097年にイングランド王ウィリアム2世の援助を受け、ドナルド3世廃位の軍を起こし、ドナルド3世を捕らえて自ら王位についた。
エドガーは、イングランドに対して従順な姿勢をとる一方で、1098年にはノルウェー王マグヌス3世に屈服して、キンタイアやヘブリディーズ諸島といった西部領域をノルウェー領として認めた。こうした弱腰の外交のため、エドガーは「平和愛好者」と呼ばれた。また、彼はエディンバラ城をスコットランド王の王宮として使用した最初の王として知られる。エドガーは生涯を独身で通し、後継者として次弟アレグザンダー1世を王位につかせた。
アレグザンダーは兄エドガーの遺言通り、スコットランドの中部と北部のみを直接統治し、弟デイヴィッドには南部を統治させ、その他の地域は領主に任せきりであった。しかし、1115年頃に起きた北部のマリや西部のマーンズでの反乱には徹底的な討伐を行い、その過酷さから獰猛王（Fierce）と呼ばれることになった。アレグザンダー1世はイングランド王ヘンリー1世の庶子シビラを王妃とし、イングランドとの関係を深めていった。アレグザンダーの妹マティルダはすでにヘンリー1世に嫁いでおり、アレグザンダーはヘンリーの義兄であるとともに義理の子という関係にあった。アレグザンダーは宗教の面でもイングランド色を強め、キリスト教の影響力がさらに強まっていった。当時スコットランドはイングランド北部のヨーク大司教の管轄にあったが、ローマ教皇にこうした状況を改めるように請願し、またセント・アンドリューズの司教を独自に招致したりした。
1124年にアレグザンダー1世は世継ぎを残さずに死去したため、デイヴィッド1世が王位を嗣いだ。デイヴィッドは兄たちと同様イングランドで育ち、ノルマン風の教育を受け、ノルマン青年たちと親しく交わった。そういうこともあり、イングランドで知り合ったノルマンの友人たちをスコットランドに招き、要職につけた。こうして、デイヴィッドは司法・行政などをノルマン流に改革し、王権の強化に努めた。イングランドでスティーブンと姪マティルダの間に王位争い（無政府時代）が起こると、それに介入した。1136年、マティルダ支持を宣言してイングランド領に攻め込み、カーライル、ニューカッスルを占領した。1138年に、スタンダードでスティーブンに敗れ、いったんはカーライル、ニューカースルを失ったものの、1140年に結ばれたスティーブンとマティルダの和議の結果、ノーサンバーランド、カンバーランドなどの支配権を獲得した。このときにイングランドより得たカーライルの貨幣鋳造所により、スコットランドで初めてコインを鋳造した。これにより、スコットランドでコインが流通し、経済が発展した。宗教政策においても、司教区を整備し、教会や修道院を建設するなど、改革を進めたため、スコットランド国内にキリスト教が広く普及した。また、スコットランド化した英語（スコットランド語）が共通語として通じるようになった。デイヴィッド1世の統治した時代、スコットランドは国家と呼ぶにふさわしい国に仕立て上げられ、デイヴィッド1世は最初の偉大な王と呼ばれることになった。
1153年、マルカム4世が即位した。イングランド王ヘンリー2世に屈して、1157年に北部イングランドのノーサンバーランドとカンバーランドの領有権を放棄した。その跡を継いだウィリアム1世は、マルカム4世が奪われた北部イングランドの奪還を当面の目標とした。1168年、フランス王ルイ7世と秘密同盟（いわゆる「古い同盟」（Auld Alliance））を結んで、イングランドと対抗した。イングランドでヘンリー2世と三男リチャード（後のリチャード1世）、その弟ジョン（後のジョン王）の親子・兄弟の内紛が起こると、リチャードやジョンと同盟を結び、1174年にノーサンバーランドへ攻め込んだ。しかし、ウィリアム1世はヘンリー2世軍に敗れ、捕らえられた。そして、スコットランドはイングランドに完全に臣従すること、スコットランド南部の城にはイングランド軍が進駐することなど、屈辱的な講和（ファレーズ協定）を結ばされた。1189年にイングランド王となったリチャード1世は、十字軍に熱意を燃やし、その資金源としてスコットランドとの臣従関係を金銭で清算することを狙った。ウィリアム1世は1万マークを支払い、イングランドとの臣従関係の解除、スコットランド王としての主権回復、イングランド軍のスコットランドからの撤退を内容とするという協定（カンタベリー協定）が結ばれた。また、北部のマリ地方やケイスネス、サザランドを鎮圧し、国王の支配下に置くことに成功した。こうして、ノーサンバーランド以外の全スコットランドを掌握した。宗教面では、1192年にローマ教皇ケレスティヌス3世と交渉し、スコットランドの教会は、イングランドのカンタベリー大司教から独立し、自前の教会組織を持つことに成功した。また、ウィリアム1世は1199年にイングランド王となったジョンとノーサンバーランドを買い戻す交渉をしたが実らないままであった。ウィリアム1世は49年間在位していた。スコットランド国王として初めて紋章にライオンを用いたため、獅子王（William the Lion）と呼ばれる。
1214年、アレグザンダー2世が跡を継ぎ、1219年、イングランドと友好関係を復活させた。1238年ヘンリー3世に言いがかりをつけられたこともあるが、1249年にニューカッスルで和解した。1236年にヨーク条約でイングランドとの国境線を確定した。1261年、父アレグザンダー2世が果たせなかったヘブリディーズ諸島のノルウェーからの奪還に成功し、1263年には西部のクライド湾でノルウェー王ホーコン4世を討ち破った。3年後の1266年にパースで両国は条約を結び、ヘブリディーズ諸島は正式にスコットランド領となった。アレグザンダー3世の時代、イングランドとの関係は良好で、国内は安定し、「黄金時代」と呼ばれるほど国民生活が向上した。
アレグザンダー3世が嗣子のないまま亡くなり、長老・重臣たちはアレグザンダー3世の血を引くノルウェー王女マルグレーテ（マーガレット）を後継者に選出した。こうして、わずか3歳のスコットランド初の女王が誕生したが、マーガレットはノルウェーの王宮にとどまったままだった。隣国イングランドのエドワード1世はスコットランド王位の継承権を狙って、4歳の王太子エドワード（後のエドワード2世）とマーガレットの結婚を迫った。スコットランドの長老・重臣たちにはこの要求を拒否できず、1290年に2人の結婚に同意することをエドワード1世に通知した。スコットランド南部で結婚条件が取り決められたが、国境地帯にイングランド軍を配置するばかりか、スコットランドの王位継承権をイングランド側に移すという屈辱的な内容であった。結婚のためにスコットランドに渡ることになったマーガレットを乗せた船が、ノルウェーのベルゲンからスコットランドを目指した。荒海の中、9月26日にオークニー諸島に船が着いた。しかし、マーガレットは極度の船酔いによりわずか7歳で死去した。マーガレットの死によってスコットランドのアサル王家は断絶し、13人の王位請求者が乱立する事態となった。

### スコットランド独立戦争
1291年、スコットランド支配を狙うイングランド王エドワード1世がスコットランド王位継承の争いに介入し、裁定者としてジョン・ベイリャルを王位継承者に選んだ。スコットランド王となったジョン・ベイリャルであったが、イングランド王に対しての臣従を誓わされ、エドワード1世の完全な傀儡であった。しかし、ジョン・ベイリャルは1294年にフランスへの兵員動員を拒否し、フランス王フィリップ4世と同盟（古い同盟）を結んだ。1296年、ジョン・ベイリャルはイングランド王に対する臣従を拒否し、北部イングランドへ侵攻した。しかし、エドワード1世にダンバーで大敗し、一旦は逃れたものの、ストラカスロで降伏して、王位を放棄した。その後、ロバートがテイ川以北のスコットランドを掌握し、1310年にはスコットランドの司教によりスコットランド王として認められ、ロバート1世として即位した。1314年、イングランドは相次ぐ領土喪失に堪えきれず、君臣一致して派兵したが、バノックバーンの戦いで1/3に満たないスコットランド軍に大敗した。勢いに乗ったロバート1世は、イングランド北部、アイルランド（弟エドワード・ブルースが国王に選ばれた）に侵攻してイングランドを苦しめた。1320年には、アーブロース宣言によって王としての地位を得、ローマ教皇ヨハネス22世から破門を解かれ、正式に王として承認された。1328年にエドワード2世に代わったエドワード3世との間に正式に和睦が成立し、王権が確立することになった。
息子のデイヴィッド2世が継承したが、イングランド王エドワード3世の支援を受けたエドワード・ベイリャルの反乱軍がスコットランド王軍をダプリン・ムーアの戦いで破り、エドワード・ベイリャルがスコットランド王として戴冠した。その後、デイヴィッド2世はフランスに逃れ、百年戦争のときにはフランス王フィリップ6世に従って北フランスの遠征に従軍した。1341年にフィリップ6世は、イングランドを北から牽制する目的でデイヴィッド2世をスコットランドに帰国させた。帰国したデイヴィッド2世はスコットランドの掌握に成功し、スコットランドとフランス間の古い同盟に従って、1346年にイングランド侵攻の軍を起こした。しかしネヴィルズ・クロスの戦いで大敗し、デイヴィッド2世は囚われの身となった。1357年に身代金支払いを条件に釈放されたが、貧しいスコットランドに身代金の負担は大きく、デイヴィッド2世は身代金の代わりにスコットランド王位をイングランド王エドワード3世またはその子供に譲るという密約を交わしたが、1364年にスコットランド議会はエドワード3世の息子クラレンス公ライオネルの次期王位を否定し、身代金を払い続けることで対抗した。デイヴィッド2世には子供がいなかったため、その甥の摂政として実質的にスコットランドを統治していたロバート・ステュアートがロバート2世として王位に就き、ステュアート朝を開いた。

### ステュアート朝
ステュアート朝においては、アーブロース宣言とタニストリーによって王の力は制限されていて氏族の長である貴族たちの覇権争いが表面化した。ロバート2世の死後はロバート3世、そしてその息子ジェームズ1世へと王位が継承された。ジェームズ1世は国王としての権威・権限を取り戻すための強硬策を開始した。スコットランドを厳格に統治し、多くの金融・法律の改革を行った。まず他国と交易するための外貨との交換はスコティッシュ・ボーダーズ内だけに限定した。またスコットランド議会をイングランド風に改造しようとした。さらに外交政策では1428年にフランスとの「古い同盟」を再開した。その翌年はフランスでジャンヌ・ダルクが登場したが、多くのスコットランド兵がともに戦っている。ジェームズ1世の政策全般は効果的ではあったが、多くの人の反感をかった。
ジェームズ6世の時代に大きな変化が起こる。親政に乗り出したジェームズ6世は、当面の懸案であった宗教問題に取り組むことにした。当時のスコットランドの宗教界は長老主義の影響が強く、彼らは「聖職者の任命は国王ではなく、長老会議によるべき」と主張していた。ジェームズ6世は、1584年5月に「暗黒法」（ブラック・アクト）を発布し、国王が最高権威者であり、司教制度を謳い、国王や議会に反対する説教を禁止した。これに対する信徒の反発は強く、1592年には「黄金法」（ゴールデン・アクト）により「集会」を認めることとした。さらに、1598年には「司教国会議員」を認め、教会（カーク）の推す3人の司教に国会議員同様の立法活動を許すこととした。ジェームズ6世はみずから『自由なる君主国の真の法』（1598年）という論文を書いて王権神授説を唱えた。

### イングランドとの同君連合から合同まで
1603年、イングランド女王エリザベス1世が死去すると、後継者として指名されたジェームズ6世がイングランド王ジェームズ1世として即位することになり、アイルランド王も兼ねることになった。以後イングランドとスコットランドは、1707年に合邦してグレートブリテン王国となるまで、共通の王と異なる政府・議会を持つ同君連合体制をとることとなる。なお、イングランドの宮廷生活に満足したジェームズ1世は、その後スコットランドには1度しか帰ることがなかった。ジェームズ1世はイングランドとスコットランドの統一を熱望したが、両政府は強硬に反対し続けた。一方でジェームズ1世は統一に向けて自分が影響を与えられることは行った。第一に「グレートブリテン王」（King of Great Britain）と自称し、第二に新しい硬貨「ユナイト」（the Unite）を発行してイングランドとスコットランド両国に通用させた。最も重要なことは、イングランドの旗セント・ジョージ・クロスとスコットランドの旗セント・アンドリュー・クロスの意匠を重ね合せたユニオン・フラッグを1606年に制定したことである。新しい旗の意匠は他にも5種類ほど提案されたが、他の案は重ね合せではなく組合わせたものであったり、イングランド旗部分が大きいものであったりしたため、ジェームズ1世は「統一を象徴しない」として却下した。
エディンバラからウェストミンスターに移ったジェームズ1世以降のステュアート家の王たちは、ほとんどスコットランドに戻ろうとしなかった。スコットランドには担当国務大臣をおき、それが摂政となって行政にあたることとなった。この転機は、三王国戦争（いわゆる清教徒革命）によってもたらされた。監督制教会のイングランドと長老制のスコットランドは教義をめぐって衝突し、主教戦争からスコットランド内戦、そしてオリバー・クロムウェルによるスコットランド征服という事態を招いた。
このときイングランド共和国が施行した航海条例がスコットランド経済に打撃を与えた。この条例によって、スコットランドも外国とみなされ、ロンドンや植民地の港から締め出されたのである。スコットランドの経済は徐々に衰え、困窮にあえぐようになった。スコットランド議会は安全保障法（1704年）によって独自に王を立てる権利を有するという宣言を発した。これに対してイングランドは外国人法（1705年）で応酬した。すなわち、合同に同意しなければ航海法体制にくわえて、ヨーロッパとの交易も制限するとしたのである。人口で5倍、経済力で38倍の相手に対抗できたのはここまでであった。スコットランドはイングランドの軍門に降った。そして、航海条例で締め出されたスコットランド経済は停滞し、さらに飢饉が追い討ちをかけた。起死回生を図ったダリエン計画はイングランドの妨害に遭い破綻し、自力の経済再建は不可能になった。アン女王のとき、スコットランド議会は1707年、自らの解散を決議し合同法により独立を放棄したことでジェームズ1世以来100年余りにわたって同君連合を結んできたイングランド、スコットランドの両国は、正式に統合されてグレートブリテン王国になった。